# Imbragatura
L'imbragatura o imbracatura, anche detta imbrago o imbraco, è un indumento costituito da larghe cinture di stoffa collegate tra loro dette "braghe" (o "brache") che, cingendo ai fianchi e alle cosce chi le indossa, ne permette l'assicurazione ad una corda o ad un filo di sicurezza (linea vita) e lo svolgimento di tutte le manovre di sicurezza.
L'imbragatura è utilizzata sia in ambito sportivo, come in arrampicata, alpinismo, speleologia, torrentismo e vela, che in ambito lavorativo, quando il lavoratore è esposto al pericolo di cadute dall'alto.
Le imbragature devono rispettare gli standard europei di sicurezza previsti dalle specifiche norme EN 12277. Tutti i modelli prodotti e venduti nella Comunità Europea vengono di conseguenza testati "ad hoc" per garantire resistenza, comfort e funzionalità dell'articolo.

## Imbragatura per arrampicata e alpinismo

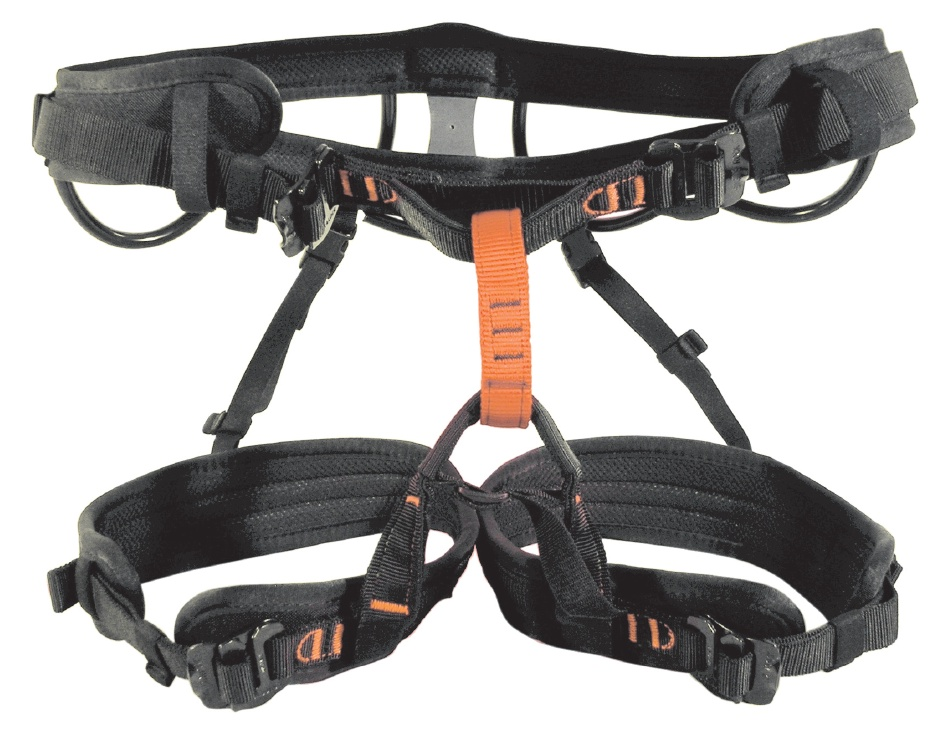
Imbragatura sportiva tipo basso. La fettuccia di colore arancione che congiunge i cosciali con la cintura si chiama "anello di servizio".

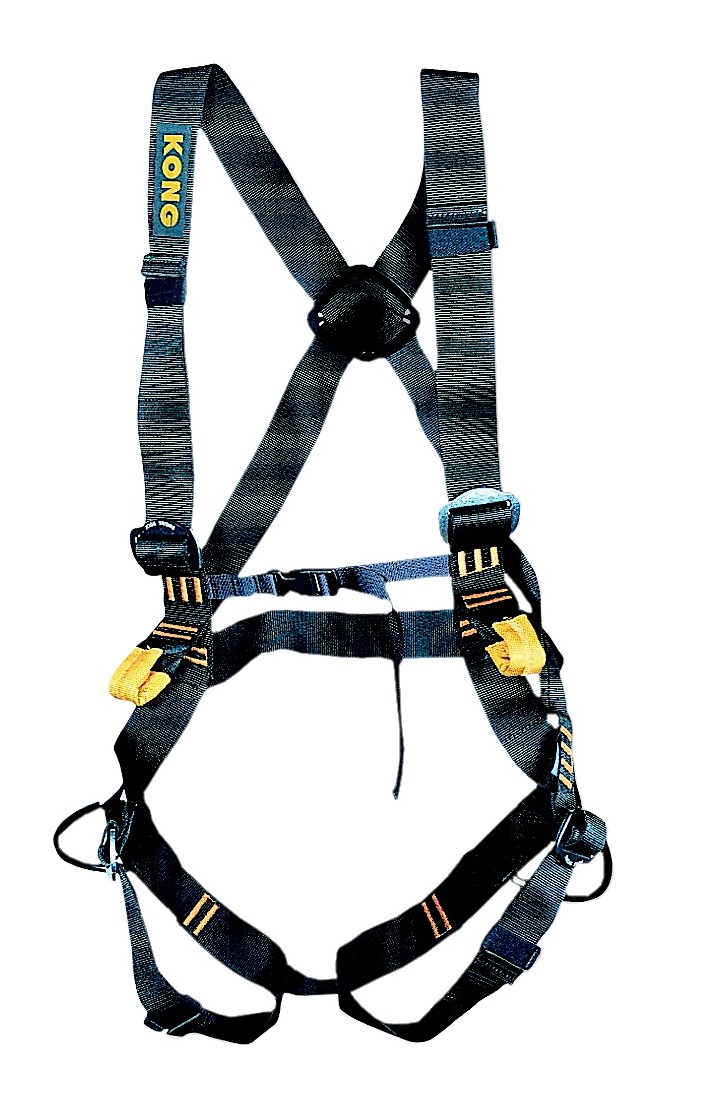
Imbragatura sportiva tipo intero, da ferrata.

L'imbragatura viene utilizzata per collegare l'arrampicatore alla corda, proteggendolo quindi (indirettamente) in caso di caduta. È infatti la corda che assorbe e trattiene la caduta, mentre l'imbragatura ha l'importante scopo di distribuire in modo uniforme, scaricando su zone del corpo non critiche, lo strappo derivante dalla forza d'arresto. Tale strappo, secondo le attuali normative, deve essere trasmesso al corpo dell'arrampicatore tramite un punto di applicazione posto superiormente al suo baricentro; le norme prevedono altresì che non debba essere possibile, in nessun caso, lo sfilamento del corpo di chi cade.
L'imbragatura può essere munita anche di portamateriali, utili per appendervi moschettoni, rinvii e quant'altro sia necessario utilizzare per la progressione in parete.

### Tipologie
Sul mercato vi sono due tipologie di imbragatura studiati per l'arrampicata: l'imbragatura di tipo "bassa" costituita da una cintura con cosciali, anche regolabili, e l'imbragatura "completa" o "intera", ossia fornita di protezione avvolgente delle spalle.
Nell'arrampicata moderna si è consolidato l'utilizzo di imbragature basse. All'interno dei passanti di cintura e cosciali dell'imbragatura si infila la corda d'arrampicata, che viene poi annodata con un nodo delle guide con frizione (o nodo a otto ripassato). Tali moderne imbragature possono solitamente presentare una fettuccia ad anello, detta "anello di servizio", che congiunge la cintura ai cosciali e che viene utilizzata come strumento di collegamento delle attrezzature in molte manovre. Non bisogna mai fare affidamento, nel legare la corda, sull'anello di servizio.
L'imbragatura intera era in voga fino agli anni Ottanta e viene ancora utilizzata in alcuni ambiti dell'alpinismo, come per esempio sulle vie ferrate, o in particolari frangenti in cui l'alpinista debba sostenere sulle spalle uno zaino molto pesante. L'utilizzo del solo imbrago basso con zaino pesante sulle spalle, in caso di strappo per una caduta, potrebbe infatti causare una curvatura all'indietro della spina dorsale oltre il suo normale limite fisiologico, mentre l'imbragatura intera solitamente fornisce un punto di collegamento alla corda più alto, a livello dello sterno.
Esistono infine anche imbragature cosiddette "combinate", costituite da una parte bassa (la moderna imbragatura costituita da cintura e cosciali) a cui viene abbinata una parte alta, detta "pettorale" (costituita da bretelle di fettucce che cingono le spalle dell'arrampicatore e che vengono chiuse con l'ausilio di un cordino all'altezza dello sterno): le due imbragature vengono collegate tra loro tramite la corda di cordata. Il vantaggio di questa soluzione sta nella maggior praticità (possibilità di spogliarsi o coprirsi senza slegarsi) e versatilità (l'imbragatura bassa può anche essere utilizzata separatamente in altre attività alpinistiche e di arrampicata).

## Imbragature per speleologia e torrentismo
Imbragature simili a quella alpinistica si usano in speleologia e torrentismo; queste ultime talvolta possono avere delle protezioni in PVC per proteggere i cosciali e la muta (quando indossata), dall'abrasione con la roccia.
Hanno solitamente un punto di attacco più basso per permettere un uso più efficace degli strumenti di risalita su corda. Quelle per speleologia sono aperte e vengono chiuse con un maillon rapid al quale vengono agganciati gli strumenti di progressione (discensore, bloccanti).

## Imbragatura da vela
L'imbragatura da vela è un tipo di imbragatura utilizzata nella disciplina sportiva della vela per utilizzare i trapezi. Si tratta di un'imbragatura completa che serve a sostenere l'uomo impegnato al trapezio e presenta un forte sostegno per la schiena.

## Imbragatura da lavoro

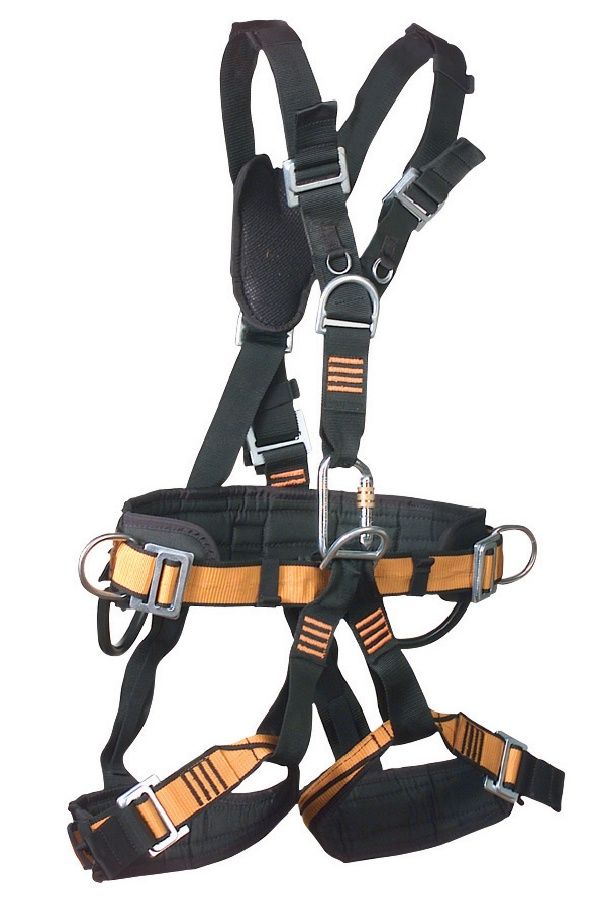
Imbragatura da lavoro.

Segnale di obbligo di utilizzo di imbragatura secondo la norma internazionale ISO 7010.

L'imbragatura da lavoro, che la più recente normativa italiana sui "lavori in quota in condizioni di sicurezza" definisce sempre come "imbragatura", è un dispositivo di protezione individuale e differisce rispetto a quella sportiva perché rispondente ad una normativa più rigida: si parte infatti dal presupposto che un lavoratore che debba usare un imbrago deve rivolgere la propria attenzione al lavoro che svolge e non alla situazione in cui si trova. Pertanto, sono richieste norme di sicurezza più stringenti.
Nell'ambito della Comunità Europea, in quanto dispositivi di protezione individuale, l'imbragatura anticaduta destinata ad essere utilizzata in ambito lavorativo deve essere provvista di marcatura CE ai sensi del Regolamento sui dispositivi di protezione individuale, che richiede diversi obblighi per i fabbricanti, tra cui anche la redazione di apposite istruzioni per l'uso e della dichiarazione di conformità UE (salvo nel caso delle eccezioni indicate nella stessa normativa).

### Linea guida
Secondo la Linea guida per l'esecuzione di lavori temporanei in quota con l'impiego di sistemi di accesso e posizionamento mediante funi (D.lgs. 8 luglio 2003, N. 235 - 6.2.4 Norme tecniche), l'imbragatura costituisce l'elemento di presa del corpo dell'operatore e ne deve garantire l'arresto in condizioni di sicurezza in caso di caduta e il successivo sostegno in sospensione. Deve avere bretelle adeguate ai movimenti che deve fare l'operatore e cosciali di adeguate dimensioni e imbottiti, conformi alla norma sul posizionamento, confortevoli per il sostegno in sospensione, con attacchi anticaduta anteriore sternale e/o posteriore dorsale, in base alla valutazione dei rischi. Deve avere incorporata una cintura di posizionamento comoda e imbottita, per garantire adeguato sostegno e trattenuta nelle operazioni di lavoro con funi, con attacchi sia laterali che centrale addominale. Può avere un sedile incorporato nei cosciali, nel caso di uso per lunghe operazioni in sospensione. Deve essere certificata conforme alla norma EN361 e ad una, o entrambe, delle norme EN358 e EN813.

### Tipologie di imbragature
I vari tipi di imbragatura definiti dalla norma sono:
- cintura di posizionamento sul lavoro (UNI EN 358:2001);
- cintura con cosciali (UNI EN 813:1998);
- imbragatura per il corpo anticaduta (UNI EN 361:2003).

Molti imbraghi in commercio rispondono ai requisiti di più norme.

## Produttori
Nel seguente elenco alcuni dei maggiori produttori di imbragature:
- Arc'teryx
- Black Diamond Equipment
- Blue Water
- CAMP
- Climbing Technology
- DMM
- Edelrid
- Edelweiss
- Kong
- Mad Rock
- Mammut
- Metolius
- Misty Mountain
- JSP Safety
- MSA Europe GmbH
- Petzl
- Salewa
- Seba Protezione Srl
- Singing Rock
- Troll
- Wild Country
- Yates